# Schleimsäure
Schleimsäure, auch Mucinsäure oder Galactarsäure genannt, zählt zu den  Polyhydroxy-Dicarbonsäuren. Sie gehört zu den Zuckerdicarbonsäuren (Aldarsäuren). Sie zeigt keine optische Aktivität, die Schleimsäure ist epimer zur Glucarsäure. Ihre Salze und Ester werden als Galactarate oder Mucate bezeichnet.

## Geschichte
Entdeckt wurde die Schleimsäure 1780 von Carl Wilhelm Scheele bei der Oxidation von Milchzucker durch Salpetersäure. Die Schleimsäure wurde später von Liebig und Pelouze genauer untersucht. Der Ursprung des Namens stammt von der Bezeichnung für Galactose (Schleimzucker), da dieser in Schleimhäuten vorkommt.

## Gewinnung und Darstellung
Schleimsäure entsteht bei der Oxidation bestimmter Kohlenhydrate wie Lactose, Galactose oder der Galacturonsäure (Botrytissäure).
Zur Darstellung (beispielhaft) werden 25 g Galactose in 300 ml 25%iger Salpetersäure im Wasserbad auf ca. 50 ml eingedampft. Nach dem Erkalten wird die breiige Masse mit 50 ml Wasser aufgerührt. Nach einer Stunde kann man dann den Überstand absaugen und erhält so ca. 15 g Schleimsäure.

## Eigenschaften
Trockene Destillation (Pyrolyse) von Schleimsäure ergibt 2-Furancarbonsäure (Brenzschleimsäure).

## Verwendung
Schleimsäure kann in Backpulver und Brausetabletten die Weinsäure ersetzen.

## Biologische Bedeutung
Schleimsäure kann in Wein durch den Grauschimmelpilz Botrytis cinerea gebildet werden, wo sie als Calciumsalz einen Calciummucat genannten, weißen Niederschlag bildet.